# Оберст
Оберст (нем. Oberst — Старший) — воинское звание старшего офицерского состава в Вооружённых силах Германии (Германская имперская армия, рейхсвер, вермахт, бундесвер), Австрии, Швейцарии, Дании, Норвегии, а также в армии Австро-Венгрии.
Звание оберста находится по старшинству между воинскими званиями оберст-лейтенанта и бригадного генерала. Соответствует званию полковника.

## История
Звание введено в прусской армии и оттуда перешло в Германскую армию. Первые упоминания о появлении воинского звания «оберст» относятся к XVI веку, когда этим словом обозначали полевого командира иррегулярных формирований. Первоначально это звание звучало как «оберстер фельдгауптманн» (нем. Oberster Feldhauptmann, «высший полевой начальник») и впоследствии было сокращено до «оберст».
В период Тридцатилетней войны оберстами называли командиров полков, состоявших из 10 фанлейнов. Численность такого полка доходила до 5000 наёмников (ландскнехтов). Позже этот чин стали отождествлять с англо-французским эквивалентом колонелем, хотя британские и французские «Colonel» командовали формированиями в 1000—1250 человек.
Во времена нацистской Германии в войсках СС соответствовало званию СС-штандартенфюрер.

## Знаки различия
Ниже представлены из знаков различия погоны на форму одежды военнослужащих сухопутных и воздушных войск ВС ФРГ:
| Сухопутные войска ФРГ                                                                                          | Военно-воздушные силы ФРГ                              |
| --- | ------------------------------------------------------ |
| - Оберст i.G. (службы Генерального штаба) - Оберст (военная логистика) - Оберст a.D. (моторизированная пехота) | - Оберст (полевая форма) - Оберст (приглушённые цвета) |